# Філіпіна Шарлотта Прусська
Філіпіна Шарлотта Прусська (нім. Philippine Charlotte von Preußen, 13 березня 1716 — 17 лютого 1801) — прусська принцеса з династії Гогенцоллернів, донька короля Пруссії, маркграфа Бранденбургу, Фрідріха Вільгельма I та британської принцеси Софії Доротеї, дружина герцога Брауншвейг-Люнебергу князя Брауншвейг-Вольфенбюттелю Карла I. Композиторка та авторка маршів.

## Біографія

### Ранні роки
Народилася 25 січня 1719 року в Міському палаці Берліну сьомою дитиною та четвертою донькою в родині короля Пруссії та маркграфа Бранденбургу Фрідріха Вільгельма I та його дружини Софії Доротеї Ганноверської. Мала старшого брата Фрідріха і сестер Вільгельміну та Фредеріку Луїзу. Інші діти померли в ранньому віці до її народження. Згодом сімейство поповнилося сімома молодшими дітьми, з яких вижили Софія, Луїза Ульріка, Август Вільгельм, Амалія, Генріх і Август Фердинанд.
Принцеса отримала добру освіту. Була талановитою людиною та цікавою особистістю. Зі старшим братом поділяла жвавий інтерес до літератури, мистецтва та науки, а також сувору манеру поведінки. На відміну від нього, їй подобалася німецька література. Фрідріх називав її Лотта або Лоттіна і часто навідував після одруження сестри.

### Шлюб та діти

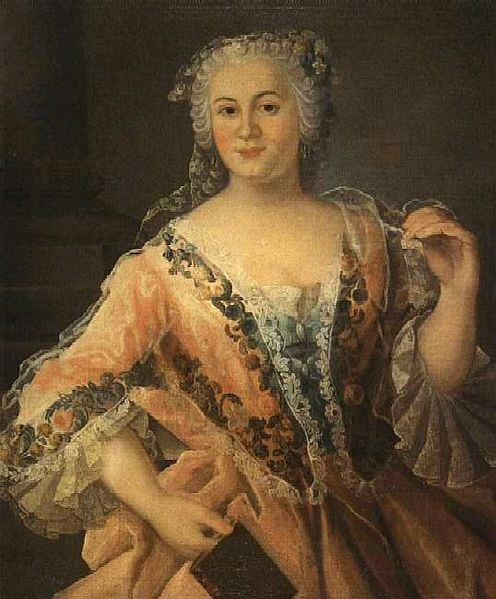
Портрет роботи невідомого митця

У 17 років Філіпіна Шарлотта стала дружиною 19-річного брауншвейзького принца Карла, старшого сина Фердінанда Альбрехта ІІ. Вінчання пройшло 2 липня 1733 року в Берліні. Шлюбний союз між країнами був подвійним: за кілька тижнів до цього її брат Фрідріх побрався з Єлизаветою Крістіною Брауншвейзькою, сестрою Карла. Подружнє життя пари виявилося щасливим. Сімейні зв'язки призвели до спільної участі Брауншвейгу та Пруссії у Семирічній війні, а також кар'єрі брауншвейзьких принців у прусській армії.
У вересні 1735 року чоловік Карл став правлячим герцогом Брауншвейг-Люнебергу князем Брауншвейг-Вольфенбюттелю. За місяць після цього народився їхній первісток. Всього у шлюбі Філіпіна Шарлотта народила тринадцятеро дітей. Висловлювання Філіпіни Шарлотти, які дійшли досьогодні, свідчать про неї як про жінку, яка дотримувалась вимог свого часу та ставила їх над почуттями. Спочатку вона вважала чоловіка непривабливим і надто стриманим, але це не змінило її ставлення до нього. Дітей виховувала у традиціях прусської дисципліни та інтелектуальної освіти. Від синів очікувала військових успіхів та виконання обов'язків. Своєму первістку перед службою у війську вона казала: «Я забороняю вам знову постати перед моїми очима, якщо ви не зробите вчинків, гідних вашого народження і спорідненості». Особисте щастя дітей не було її ціллю. Серйозним випробуванням стало розлучення доньки Єлизавети Крістіни з кронпринцом Пруссії, яка решту життя після цього мешкала у Штеттинському замку.

### Княгиня-консорт

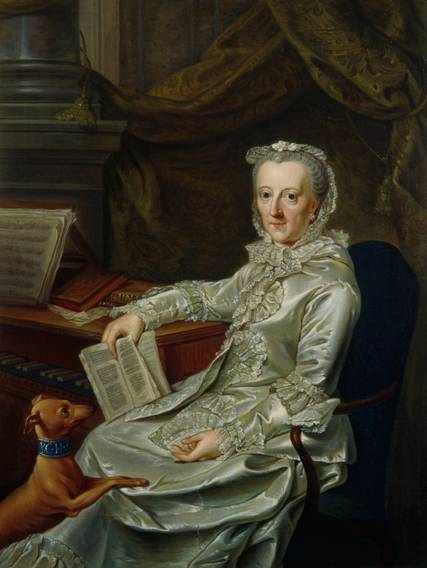
Портрет княгині пензля Анни Розіни де Гаск

До 1753 року сімейство мешкало у замку Вольфенбюттель, після чого перебралося до нової резиденції у Брауншвейгу, яка ще не була закінчена. Вольфенбюттельський замок почав приходити у запустіння. Така сама доля спіткала і літню резиденцію Зальцдалум наприкінці століття, оскільки в скарбниці не вистачало коштів. При дворі ставили кілька оперних вистав і публічних балів на рік відповідно придворного етикету, але великі витрати Карла I незабаром призвели до необхідності вести більш економне придворне життя. Життя Філіпіни Шарлотти зосереджувалось на колі розмов, які вона вела у своїх парадних апартаментах до та після обіду зі вченими та літераторами, залученими до двору.
Правляче подружжя разом просувало культуру та мистецтво. Княгиня вважалася тонкою та високоосвіченою людиною. Уважно слідкувала за німецьким інтелектуальним життям, у тому числі через вплив богослова Йоганна Фрідріха Єрузалема, який був радником її чоловіка. Високо цінувала поета Соломона Ґесснера, який, за її словами, вперше зробив їй «приємною рідну мову». Підтримувала спілкування з Фрідріхом Ґотлібом Клопштоком. Запросила до Брауншвейгу портретистку Анну Розіну де Гаск, яка у 1777 році стала придворною художницею. За замовленням правительки Йоганн Георг Цизеніс написав портрет Фрідріха Великого, який позував у Зальцдалумі. Мала велику колекцію книжок, яка нараховувала близько 4000 томів. Придворним бібліотекарем від 1770 року служив Готгольд Ефраїм Лессінг. Луїза Готтшед хвалила «відмінний розум і велику ерудицію» Філіпіни Шарлотти.
Самостійно склала уривок з філософських творів Христіана Вольфа французькою мовою. Відомий її рукопис маршу 1751 року, який вважається однією з найстаріших відомих маршових партитур. Пізніше також написала два марші для ансамблю духових інструментів: Марс для труби, 2 гобоїв та фагота і Полковий марш для 2 гобоїв, 2 кларнетів, 2 фаготів і труби.

### Подальше життя

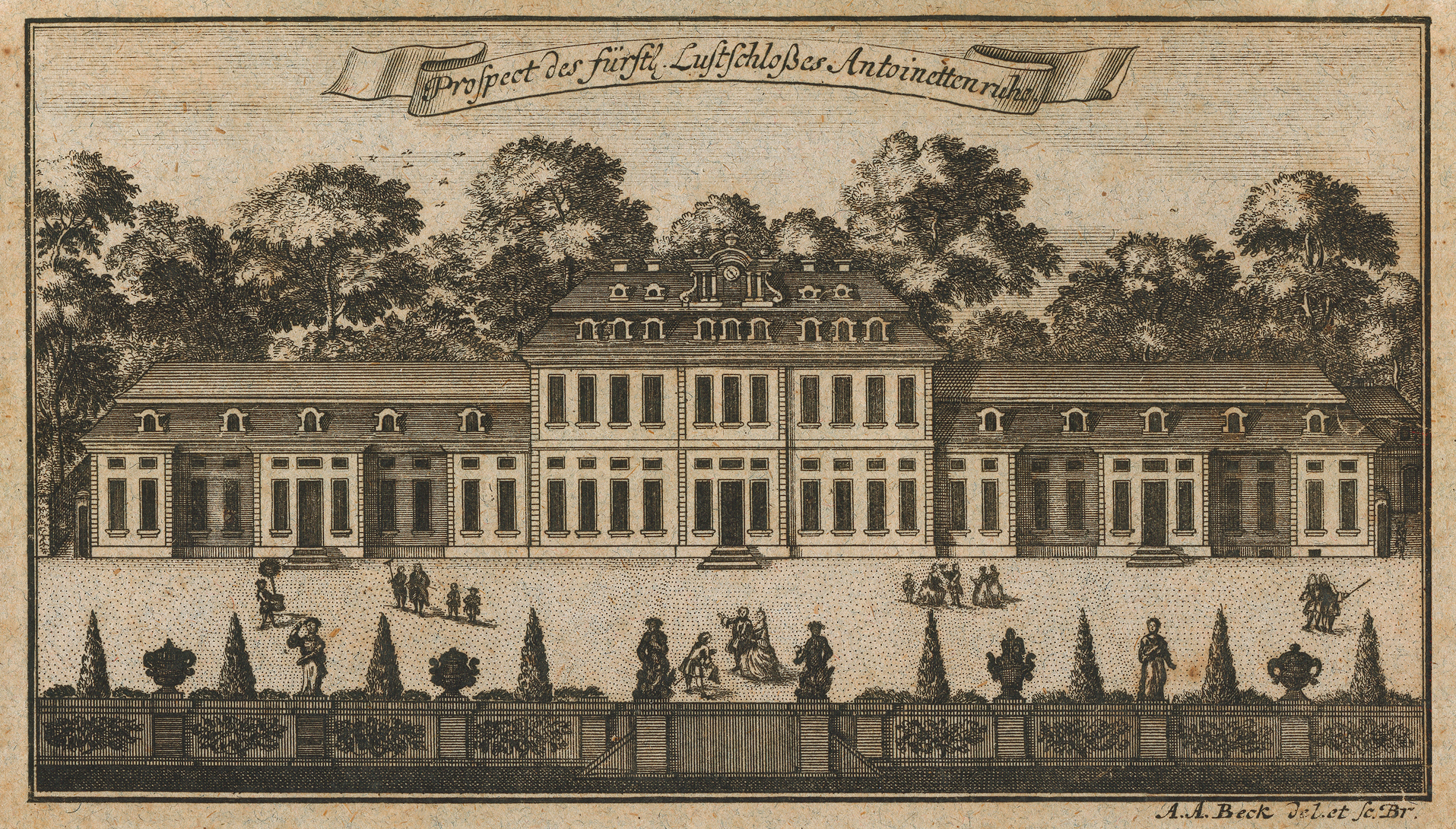
Антуанеттенру

У березні 1780 року Карл I пішов з життя. Філіпіна Шарлотта надалі мешкала у замку Антуанеттенру у Вольфенбюттелі. У літні місяці організовувала там концерти та культурні вечори. Фрідріх II кілька разів гостював там у неї.
Шведська принцеса Ядвіґа Шарлотта Гольштейн-Готторпська так змальовувала у 1799 році Філіпіну Шарлотту у своєму щоденнику: «Я відвідала герцогиню-вдову, тітку мого чоловіка. Вона приємна, високоосвічена та шанована жінка, але вже настільки стара, що майже втратила пам'ять».
Померла Філіпіна Шарлотта у Брауншвейзі у 84-річному віці 17 лютого 1801 року. Була похована у крипті Брауншвейзького собору. Серце зберігається поруч в окремій урні. 
Її колекція книжок стала частиною Вольфенбюттельської бібліотеки.

## Родина

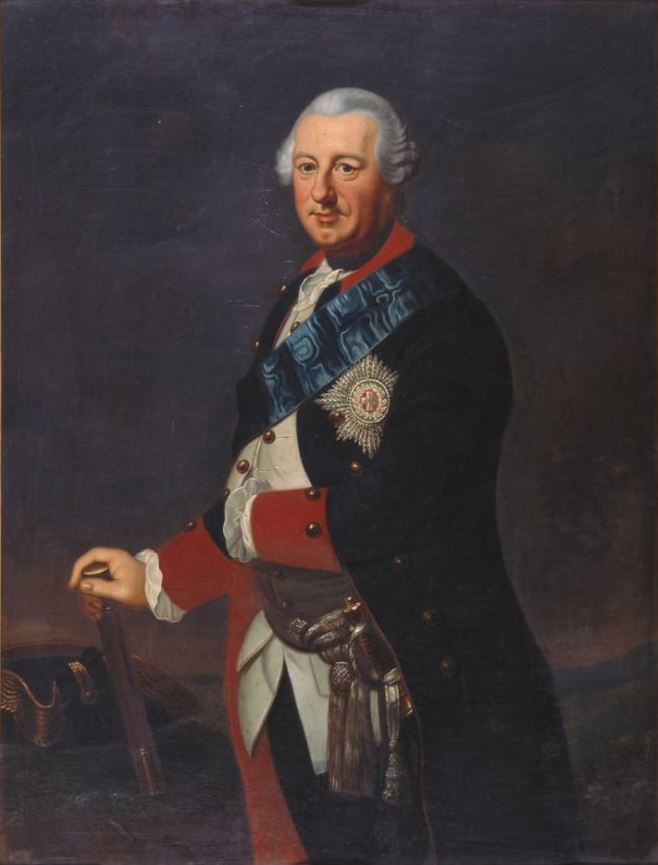
Портрет Карла I

Чоловік — Карл I
Діти:
- Карл (1735—1806) — герцог Брауншвейг-Люнебергу князь Брауншвейг-Вольфенбюттелю у 1780—1806 роках, був одружений з британською принцесою Августою, мав семеро дітей;
- Георг Франц (1736—1737) — прожив 1 рік;
- Софія Кароліна (1737—1817) — дружина маркграфа Бранденбург-Байройту Фрідріха III, дітей не мала;
- Крістіан Людвіг (1738—1742) — прожив 3 роки;
- Анна Амалія (1739—1807) — дружина герцога Саксен-Веймару та Саксен-Ейзенаху Ернста Августа II, мала двох синів;
- Фрідріх Август (1740—1805) — герцог Ельсу у 1792—1805 роках, був одруженим з Софією Шарлоттою Ельською, дітей не мав;
- Альбрехт Генріх (1742—1761) — офіцер прусського війська, одруженим не був, дітей не мав;
- Луїза (1743—1744) — прожила 2 місяці;
- Вільгельм Адольф (1745—1780) — генерал-поручик російського війська, письменник, одруженим не був, дітей не мав;
- Єлизавета Крістіна (1746—1840) — дружина кронпринца Пруссії Фрідріха Вільгельма, мала єдину доньку;
- Фредеріка (1748—1758) — прожила 9 років;
- Августа Доротея (1749—1803) — остання настоятелька Гандерсгаймського монастиря;
- Леопольд (1752—1785) — генерал-майор прусського війська, одруженим не був, дітей не мав.